# Alvaldi (satélite)
Alvaldi es un satélite natural de Saturno. Su descubrimiento fue anunciado por Scott S. Sheppard, David C. Jewitt y Jan Kleyna el 8 de octubre de 2019 a partir de observaciones tomadas entre el 12 de diciembre de 2004 y el 25 de febrero de 2007.
Alvaldi tiene unos 5 kilómetros de diámetro y orbita a Saturno a una distancia promedio de 22,412 Gm en 1253,08 días, con una inclinación de 177° a la eclíptica, en dirección retrógrada y con una excentricidad de 0,194.